# Medicinsk specialitet
Medicinska specialiteter är de områden inom vilka specialistläkare arbetar. Från och med den första maj 2015 finns det 44 basspecialiteter i Sverige, av vilka vissa har ytterligare grenspecialiteter under sig. Utöver dessa finns tio tilläggsspecialiteter.

## Lista över medicinska specialiteter (gällande från 1 maj 2015)

### Barn- och ungdomsmedicinska specialiteter
- Barn- och ungdomsmedicin
  - Barn- och ungdomsallergologi (grenspecialitet)
  - Barn- och ungdomshematologi och onkologi (grenspecialitet)
  - Barn- och ungdomskardiologi (grenspecialitet)
  - Barn- och ungdomsneurologi med habilitering (grenspecialitet)
  - Neonatalogi (grenspecialitet)

### Bild- och funktionsmedicinskaspecialiteter
- Klinisk fysiologi
- Radiologi
  - Neuroradiologi (grenspecialitet)

### Enskilda basspecialiteter
- Akutsjukvård
- Allmänmedicin
- Arbets- och miljömedicin
- Hud- och könssjukdomar
- Infektionssjukdomar
- Klinisk farmakologi
- Klinisk genetik
- Onkologi
- Reumatologi
- Rättsmedicin
- Socialmedicin

### Internmedicinska specialiteter
- Endokrinologi och diabetologi
- Geriatrik
- Hematologi
- Internmedicin
- Kardiologi
- Lungsjukdomar
- Medicinsk gastroenterologi och hepatologi
- Njurmedicin

### Kirurgiska specialiteter
- Anestesi och intensivvård
- Barn- och ungdomskirurgi
- Handkirurgi
- Kirurgi
- Kärlkirurgi
- Obstetrik och gynekologi
- Ortopedi
- Plastikkirurgi
- Thoraxkirurgi
- Urologi
- Ögonsjukdomar
- Öron-, näs- och halssjukdomar
  - Hörsel- och balansrubbningar (grenspecialitet)
  - Röst- och talrubbningar (grenspecialitet)

### Laboratoriemedicinska specialiteter
- Klinisk immunologi och transfusionsmedicin
- Klinisk kemi
- Klinisk mikrobiologi
- Klinisk patologi

### Neurologiska specialiteter
- Klinisk neurofysiologi
- Neurokirurgi
- Neurologi
- Rehabiliteringsmedicin

### Psykiatriska specialiteter
- Barn- och ungdomspsykiatri
- Psykiatri
  - Rättspsykiatri (grenspecialitet)

### Tilläggsspecialiteter
- Allergologi
- Arbetsmedicin
- Beroendemedicin
- Gynekologisk onkologi
- Nuklearmedicin
- Palliativ medicin
- Skolhälsovård (medicinska insatser i elevhälsan)
- Smärtlindring
- Vårdhygien
- Äldrepsykiatri

## Lista över medicinska specialiteter i Storbritannien[1][2]

### General specialities (Enskilda basspecialiteter)
- Anaesthesia (Anestesi)
  - Pre-hospital emergency medicine (Pre-hospital akutsjukvård)
- Clinical Oncology (Klinisk onkologi)
- Clinical Radiology (Klinisk radiologi)
  - Interventional radiology (Interventionell radiologi)
- Community sexual and reproductive health (Sex- och reproduktionsmedicinsk närhälsa)
- Emergency medicine (Akutsjukvård)
  - Paediatric emergency medicine (Barn- och ungdomsmedicinsk akutsjukvård)
  - Pre-hospital emergency medicine (Pre-hospital akutsjukvård)
- General practice (GP) (Allmänmedicin)
- Intensive care medicine (Intensivvård)
  - Pre-hospital emergency medicine (Pre-hospital akutsjukvård)
- Obstetrics and gynecology (Obstetrik och gynekologi)
  - Gynaecological oncologi (Gynekologisk onkologi)
  - Maternal and fetal medicine (Foster- och mödrasjukvård)
  - Reproductive medicine (Reproduktionsmedicin)
  - Urogynaecology (Urogynekologi)
- Occupational medicine (Arbetsmedicin)
- Ophthalmology (Ögonsjukdomar)
- Public health medicine (Folkhälsa)

### Medicine (Medicinska specialiteter)
- Acute internal medicine (Akut internmedicin)
  - Pre-hospital emergency medicine (Pre-hospital akutsjukvård)
  - Stroke medicine (Strokesjukvård)
- Allergy (Allergologi)
- Audio vestibular medicine (Hörsel- och balansrubbningar)
- Aviation and space medicine (Flyg- och rymdfartsmedicin)
- Cardiology (Kardiologi)
  - Stroke medicine (Strokesjukvård)
- Clinical genetics (Klinisk genetik)
- Clinical neurophysiology (Klinisk neurofysiologi)
- Clinical pharmacology and therapeutics (Klinisk farmakologi och terapi)
  - Stroke medicine (Strokesjukvård)
- Dermatology (Hud- och könsjukdomar)
- Endocrinology and diabetes (Endokrinologi och diabetologi)
- Gastro-enterology (Gastroenterologi)
  - Hepatology (Hepatologi)
- General internal medicine (Allmän internmedicin)
  - Metabolic medicine (Metabolisk medicin)
  - Stroke medicine (Strokesjukvård)
- Genito-urinary medicine
- Geriatric medicine (Geriatrik)
  - Stroke medicine (Strokesjukvård)
- Immunology (Immunologi)
- Infectious diseases (Infektionssjukdomar)
- Medical oncology (Medicinsk onkologi)
- Medical ophthalmology (Medicinsk ofthalmologi)
- Neurology (Neurologi)
  - Stroke medicine (Strokesjukvård)
- Nuclear medicine (Nuklearmedicin)
- Palliative medicine (Palliativ vård)
- Pharmaceutical medicine (Farmakologisk medicin)
- Rehabilitation medicine (Rehabiliteringsmedicin)
  - Stroke medicine (Strokesjukvård)
- Renal medicine (Njursjukdomar)
- Respiratory medicine (Lungsjukdomar)
- Rheumatology (Reumatologi)
- Sport and exercise medicine (Sport- och träningsmedicin)
- Tropical medicine (Tropisk medicin)

### Paediatrics (Barn- och ungdomsmedicinska specialiteter)
- Paediatric cardiology (Barn- och ungdomskardiologi)
- Paediatrics (Barn- och ungdomsmedicin)
  - Child mental health
  - Community child health (Pediatrisk närhälsa)
  - Neonatal medicine (Neonatalogi)
  - Paediatric allergy, immunology and infectious diseases (Barn- och ungdomsallergologi, immunologi och infektionssjukdomar)
  - Paediatric clinical pharmacology and therapeutics (Barn- och ungdomsmedicinsk klinisk farmakologi och terapi)
  - Paediatric diabetes and endocrinology (Barn- och ungdomsdiabetologi och endokrinologi)
  - Paediatric emergency medicine (Barnakutsjukvård)
  - Paediatric gastroenterology, hepatology and nutrition (Barn- och ungdomsgastroenterologi, hepatologi och nutrition)
  - Paediatric inherited metabolic medicine (Barn- och ungdomsmetabolisk medicin)
  - Paediatric intensive care medicine (Barn- och ungdomsintensivvård)
  - Paediatric nephrology (Njursjukdomar hos barn och ungdomar)
  - Paediatric neurodisability
  - Paediatric neurology (Barn- och ungdomsneurologi)
  - Paediatric oncology (Barn- och ungdomsonkologi)
  - Paediatric palliative care medicine (Barnpalliativ vård)
  - Paediatric respiratory medicine (Lungsjukdomar hos barn och ungdomar)
  - Paediatric rheumatology (Barn- och ungdomsreumatologi)

### Pathology (Patologiska specialiteter)
- Chemical Pathology (Kemisk patologi)
  - Metabolic medicine (Metabolisk medicin)
- Diagnostic neuropathology (Diagnostisk neuropatologi)
- Forensic histopathology (Rättsmedicin)
- Haematology (Hematologi)
- Histopathology (Patologi)
  - Cytopathology (Cytopatologi)
- Medical microbiology (Klinisk mikrobiologi)
- Medical microbiology and virology (Klinisk mikrobiologi och virologi)
- Medical virology (Klinisk virologi)
- Paediatric and perinatal pathology (Barn- och fosterpatologi)

### Psychiatry (Psykiatriska specialiteter)
- Child and adolescent psychiatry (Barn- och ungdomspsykiatri)
- Forensic psychiatry (Rättspsykiatri)
- General adult psychiatry (Allmän vuxenpsykiatri)
  - Liaison psychiatry
  - Rehabilitation psychiatry (Rehabiliteringspsykiatri)
  - Substance misuse psychiatry (Beroendemedicin)
- Medical psychotherapy (Medicinsk psykoterapi)
- Old age psychiatry (Äldrepsykiatri)
  - Liaison psychiatry
- Psychiatry of intellectual disability (PID) (Utvecklingsstörningspsykiatri)

### Surgery (Kirurgiska specialiteter)
- Cardiothoracic surgery (Thoraxkirurgi)
  - Congenital cardiac surgery (Pediatrisk thoraxkirurgi)
- General surgery (Allmänkirurgi)
- Neurosurgery (Neurokirurgi)
- Oral and maxillofacial surgery (Oral och maxillofacial kirurgi, kräver även tandläkarlegitimation)
- Otorhinolaryngology (Öron-, näs- och halssjukdomar)
- Paediatric surgery (Barn- och ungdomskirurgi)
- Plastic surgery (Plastikkirurgi)
- Trauma and orthopaedic surgery (Ortopedi)
- Urology (Urologi)
- Vascular surgery (Kärlkirurgi)